# Vogelfuß (Heraldik)

Adlerfang und roter Abschnitt: Wappen von Aindling

Der Vogelfuß ist in der Heraldik eine gemeine Figur, die einen natürlichen Vogelfuß mehr oder weniger stilisiert darstellt. Sie findet sich zum Beispiel in den Wappen der Familien von Kerckow, von dem Knesebeck und von Freher.

## Darstellung

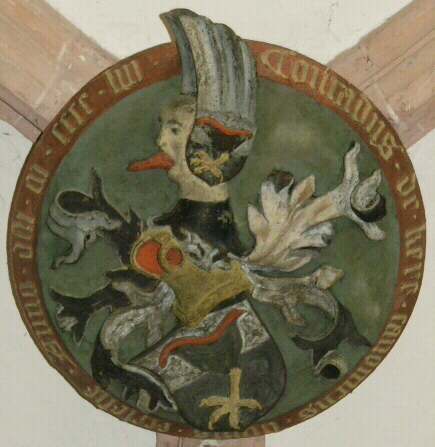
Wappen der Familie von der Kere im Gewölbe des Kreuzganges im Würzburger Dom

Dargestellt wird ein Vogelfuß mit langen, scharfen und gebogenen Krallen, oft in abstechender Tingierung. Häufig werden noch Federn am Fang gezeigt (diese ebenfalls oft in abstechender Tingierung). Der Vogelfuß wird meistens einzeln im Wappen dargestellt, kommt aber auch paarweise oder in Gruppen vor.
In der Frühzeit der Heraldik wurde optisch nicht zwischen den Vogelfüßen und -fängen einzelner Vogelarten unterschieden. Weder kann aus frühen Darstellungen geschlossen werden, ob der jeweilige Vogelfuß zu einem Singvogel, einem Greifvogel, einem Schwimm- oder einem Laufvogel gehört, noch lässt sich mit letzter Sicherheit sagen, um welchen Vogel es sich handelt. Die Zehenanordnung des heraldischen Vogelfußes lässt keine Rückschlüsse auf die dazugehörige Vogelart zu, weil fast immer die anisodactyle Zehenanordnung dargestellt wurde und wird (drei Vorderzehen und ein Hinterzeh).
Später etablierten sich neben dem Vogelfuß als besondere Vogelfußdarstellungen der Adlerfang, Hühnerfüße, Greifenkrallen, Schwimmfüße und so weiter, wobei die Darstellungen im Laufe der Jahrhunderte sowohl in die eine wie in die andere Richtung wechseln konnten. Beispielsweise wurde im Wappen von Unterriexingen ursprünglich ein Schwimmvogelfuß (Gänsefuß) dargestellt; heute wird das Wappen jedoch als „schwarzer Adlerfang“ blasoniert. Und im Wappen von Önsbach befand sich ursprünglich eine hühnerfußähnliche Darstellung; später wurde diese Darstellung um Schwimmfußmuster ergänzt.
In der Wappenbeschreibung eines Vogelfußes ist die Position und die Haltung des Vogelfußes zu erwähnen (zum Beispiel: „Schild mit rechts, im Knie gebogenen Vogelfuß“).
Die Darstellung des Vogelfußes im Wappen eignet sich auch zum Halten von Gegenständen, insbesondere von Waffen wie etwa Pfeilen.

## Galerie

### Ortswappen

Adlerklaue, besteckt mit zwei oben verbundenen Lilienstäben: Wappen von Aulfingen
Schwimmfuß im Wappen von Bahnbrücken
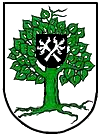
Gekreuzte Adlerklauen im Schildlein: Bissingen ob Lontal
Greifenfang im Wappen von Buchhofen
Entenfuß umklammert einen Apfel (Ehningen)
Gänsefuß im Wappen von Gonsenheim
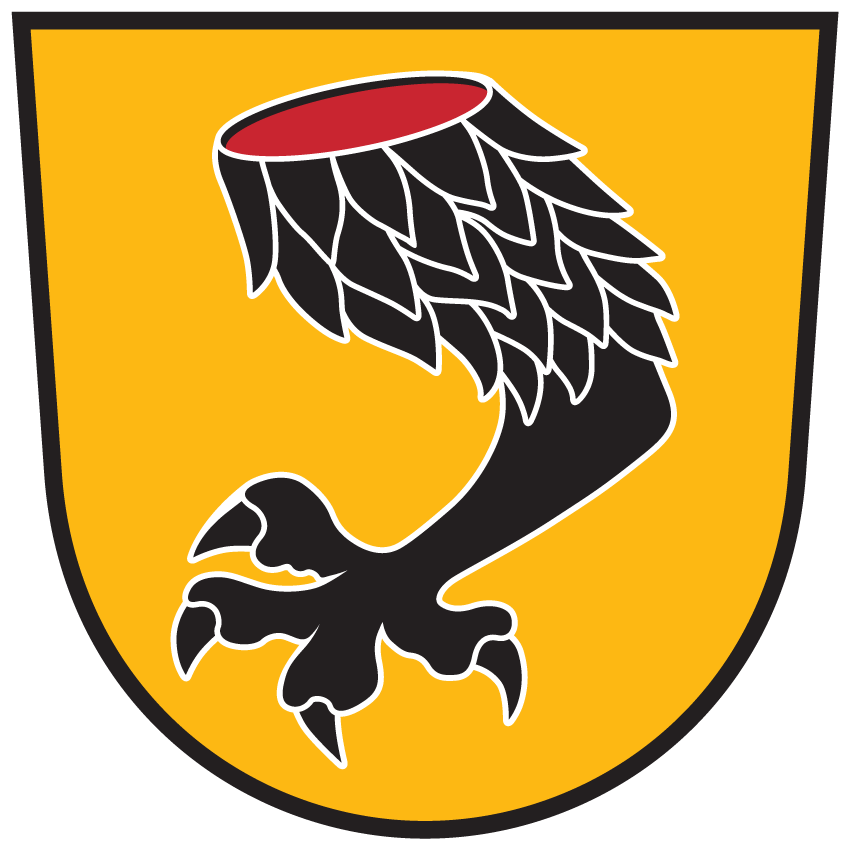
Greifenkralle im Wappen von Griffen
oder in Gundheim nach dem Geschlecht derer von Greiffenclau
Gänsefuß im Wappen von Groß-Zimmern
In Rot ein goldener Schwimmfuß: Wappen von Kieselbronn
Adlerklaue: Wappen von Kürnbach
Vogelklaue, schräglinks aufsteigend: Mettenheim (Rhh)
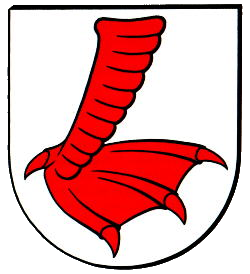
Wappen von Mittelstadt
Wappen von Nusplingen
Wappen von Önsbach
Gänsefuß im Wappen von Schaidt
gekreuzte Adlerfänge im Wappen von Sontheim an der Brenz
Wappen von Spielberg
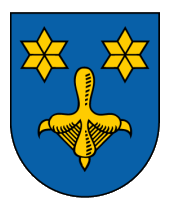
Wasservogelfuß im Wappen von Karlsruhe-Stupferich
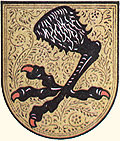
Ehemaliges
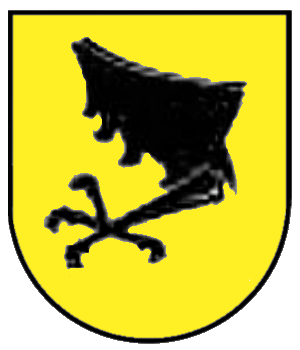
und heutiges Wappen von Unterriexingen
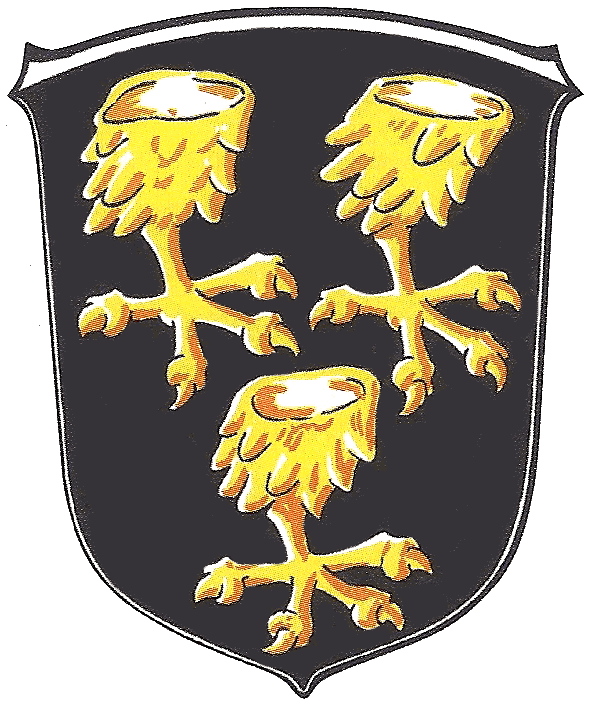
Im Dreipass: Wappen von Upgant-Schott
Schlüsselgriff in Form eines Entenfußes (Weissach im Tal)
beflügelte Adlerklaue: Peggau
Adlerfang im Wappen von Villach

### Familienwappen

Wappen der Familie Bekesz
Adlerfänge im Wappen der Familie Schulenburg
Vogelfüße im Wappen der Familie Knesebeck
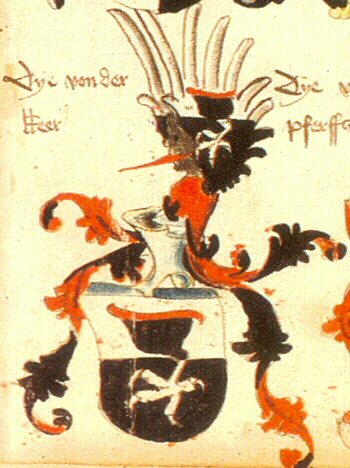
Wappen der Familie „von der Kere“